# Platalina genovensium
Platalina genovensium е вид бозайник от семейство Американски листоноси прилепи (Phyllostomidae), единствен представител на род Platalina. Видът е почти застрашен от изчезване.

## Разпространение
Видът е ендемичен за северните части на Перу и Чили.